# 태국 증권거래소
태국 증권거래소(태국어: ตลาดหลักทรัพย์แห่งประเทศไทย, 영어: Stock Exchange of Thailand, SET)는 태국 유일의 증권 거래소로 방콕에 위치하고 있다. 1974년 《태국 증권거래법》에 따라 설립되었다. 2017년 말, 태국 증권거래소에는 688개의 기업이 상장되어 있다.